# Hatem Mersal
Hatem Mohamed Hassine Mersal (né le 20 janvier 1975 au Caire) est un athlète égyptien, spécialiste du saut en longueur. 
Il est champion d'Afrique et recordman d'Égypte de la discipline.

## Biographie
Hatem Mersal devient champion d'Afrique 1998 du saut en longueur en battant le tenant du titre, le Tunisien Anis Gallali. Il représente l'Afrique à la Coupe du monde des nations et y réalise un record national en altitude à Johannesburg avec 8,26 m, derrière Iván Pedroso pour les Amériques et Jai Taurima pour l'Océanie.
L'année suivante il égale son record le 2 mai à Dakar, avant de le battre le 30 juin 1999 aux Bislett Games d'Oslo en 8,31 m, derrière les 8,50 m ventés de l'Américain Erick Walder et à deux centimètres du Jamaïcain James Beckford.
En septembre il est vainqueur des Jeux africains grâce à un saut à 8,09 m. Enfin en octobre il remporte les championnats panarabes.
Il mesure 1,83 m pour 76 kg. Son club est le Sport Club de Catane ASD.

### Palmarès
| Date | Compétition                | Lieu         | Résultat | Épreuve  | Performance |
| ---- | -------------------------- | ------------ | -------- | -------- | ----------- |
| 1997 | Championnats panarabes     | Taïf         | 2e       | Longueur | 7,92 m      |
| 1998 | Championnats d'Afrique     | Dakar        | 1er      | Longueur | 8,13 m      |
| 1998 | Coupe du monde des nations | Johannesburg | 3e       | Longueur | 8,26 m A    |
| 1999 | Jeux africains             | Johannesburg | 1er      | Longueur | 8,09 m      |
| 1999 | Championnats panarabes     | Beyrouth     | 1er      | Longueur | 8,15 m      |
| 2000 | Championnats d'Afrique     | Alger        | 2e       | Longueur | 7,90 m      |
| 2002 | Championnats d'Afrique     | Radès        | 2e       | Longueur | 8,02 m      |

### Records
| Épreuve                  | Performance            | Lieu     | Date         |
| ------------------------ | ---------------------- | -------- | ------------ |
| Saut en longueur         | 8,31 m (+0,1 m/s) (NR) | Oslo     | 30 juin 1999 |
| Saut en longueur (salle) | 7,66 m                 | Maebashi | 7 mars 1999  |